# مقاله مروری
مقاله مروری (به انگلیسی: Review article) نوعی مقاله است که به مرور پیشینه موجود در یک موضوع علمی می‌پردازد. در مقالات مروری، نتایج ارائه شده در نوشتارهای علمی دربارهٔ موضوعی خاص جمع‌بندی و ارزیابی می‌شود. این نوع مقاله ممکن است هر چیزی را مورد بررسی قرار دهد، به گونه‌ای طراحی می‌شود تا اطلاعاتی را که قبلاً چاپ شده‌اند خلاصه، تحلیل و ارزیابی کند. در این گونه مقالات به ندرت یافته‌ای تجربی و جدید گزارش می‌شود. مقالات مروری روایی کاملاً مشخص دارند، معمولاً انتقادی‌اند و باید تفسیرهای نظری و نوظهوری ارائه دهند. نقش مهم مقالات مروری راهنمایی به نوشتارهای علمی اصیل است. به همین دلیل دقیق و کامل بودن استنادهای ارائه شده امری ضروری است.
اگرچه اکثر یا همه اطلاعات فراهم‌آمده در مقاله مروری قبلاً چاپ شده‌است، اما چاپ جدید معمولاً مشکلی به وجود نمی‌آورد چرا که ماهیت مرور یک اثر معمولاً روشن و پذیرفته‌شده می‌باشد.یکی از انواع مقالات ، مقاله مروری است . مقالات مروری ، استناد زیادی دریافت می کنند . همچنین ویژگی های خاص دیگری هم دارند . در این پست با فرمت مقاله مروری و چگونگی نگارش مقاله مروری آشنا می شویم . 
مقاله مروری ، مقاله ای است که نگارش آن نیاز به سطح بالایی از درک عمیق و ارائه ساختار یافته یک موضوع است . اگر شما محققی هستید که می خواهید مقاله مروری بنویسید در قدم اول باید در تمامی پایگاه های نمایه مقالات علمی ، جستجو کنید . به دلیل اینکه هدف اولیه از نگارش مقاله مروری خلاصه سازی و ارائه درک روشنی از یک موضوع علمی است . مقاله مروری به محققان یا دانشجویان اجازه می دهد که به خلاصه سازی و ارزیابی مقالات علمی یک فرد بپردازند .
فرمت مقاله مروری یا قالب review،به شکل زیر است :
```
   خلاصه سازی ، دسته بندی ، تجزیه و تحلیل ، نقدها و مقایسه .
   مقاله مروری ، برای ارزیابی و مقایسه نیاز به استفاده از نظریه ها ، ایده ها و تحقیقات مرتبط با موضوع مورد نظر دارد .
   نیازی نیست که مقاله مروری به کشف دانش جدیدی منجر شود . اما باید به ارائه مرور تمامی مواردی بپردازد که در مقالات قبلی یک حوزه موضوعی به آن پرداخته شده است .
```

مقاله مروری به دو فرمت نگارش می شود : بررسی انتقادی و مرور پیشینه ها . البته فرمت مقاله مروری در هر دو روش به این صورت است که به خلاصه سازی و ارزیابی مقالات یک حوزه موضوعی می پردازد .
نگارش مقاله مروری به دلایل زیر ضروری است:
به روشن کردن اصطلاحات مبهم منجر می شود .
```
   به روشن شدن سوالات کمک می کند.
   به نویسنده کمک می کند تا در مورد دیدگاه های مطرح شده درباره یک حوزه موضوعی آگاهی یابد و سپس ، نویسنده به دور از تعصب به هیچ دیدگاهی به نگارش مقاله مروری بپردازد .
   نگارش مقاله مروری منجر به این موضوع می شود که بتوانید نگارش خود را تقویت کنید .
   نویسندگان را کمک می کند تا در نگارش مقاله بعدی خود بهتر عمل کنند .
```

فرمت نگارش مقاله مروری
یک مقاله مروری باید تمام قسمت های زیر را دارا باشد :
```
   صفحه عنوان
   عنوان 
   اسامی نویسندگان
   تاریخ
   چکیده : با مرور مجدد مطالبی که در مورد آن نوشته اید ، خلاصه ای از مقاله را تهیه کنید. به حقایق و یافته های مرتبط از مقاله توجه کنید. نتیجه گیری مقاله مروری را در این قسمت بنویسید .
    چکیده در مقاله مروری باید تقریبا بین 200 تا 300 کلمه باشد . چکیده مقاله مروری شامل خلاصه ای از سوالات بررسی شده
   مقدمه : موضوع مطالعه شده مثل شناسایی عمل می کند آن را بنویسید . این جمله محتوای مقاله را نشان می دهد . به صورت مشخص ، بحث اصلی مقاله را در خر موضوع فرعی توضیح دهید .
   متن : در این قسمت از مقاله مروری ، به موضوعات فرعی مطرح شده در مقاله بپردازید .
   نتیجه گیری : به طور خلاصه و کاملا مشخص در مورد هدف مقاله تان صحبت کنید و در مورد بررسی انجام شده در این قسمت بنویسید .
   منابع : در این قسمت مقاله مروری ، از شکل استاندارد استفاده کنید . بهتر است از نرم افزار اندنوت برای ارجاع دهی استفاده کنید .
```

فرآیند پیش پردازش برای اینکه مقاله مروری بنویسیم 
مهم است که برای شروع نگارش مقاله مروری به نمونه های مقالات انجام شده در حوزه موضوعی مورد نظرتان بپردازید . بررسی نمونه مقالات مروری به شما کمک می کند تا با متخصصان حوزه موضوعی خود و نحوه کار آنها آشنا شوید . علاوه بر این مزایای استفاده از مقالات مروری شامل :
```
   به شناسایی پیشرفت ها و اکتشافات اخیر در یک حوزه موضوعی کمک می کند .
   به تعیین افراد اصلی که در یک حوزه موضوعی مشغول به کار هستند کمک می کند .
   به شناسایی شکاف های اصلی در موضوع مورد مطالعه کمک می کند .
   منجر به شناسایی ایده های اصلی در مورد تحقیقات بعدی می شود .
```

```
   و در آخر به فرد کمک می کند تا در یک حوزه موضوعی تخصصی دانش لازم را بدست بیاورد .
```

برای دریافت آخرین‌های بلاگ و کارگاه‌های مرکز اطلاعات علمی در خبرنامه عضو شوید.
نحوه نگارش یک مقاله مروری خوب
برای نگارش یک مقاله مروری خوب بهتر است مراحل زیر را انجام دهید :
مرحله اول : درک این نکته که مقاله مروری چیست ؟ مخاطب خود را بشناسید و بدانید که مخاطب شما مخاطب عام نیست . باید ایده ای اصلی مقاله ، استدلال ها ، نقدها و یافته های خود را خلاصه کنید .
مرحله دوم : موضوع را بررسی کنید . به خلاصه کردن مقالات در موضوع مورد نظر خود بپردازید . این خلاصه سازی شامل نکات اصلی ، استدلال ها و اطلاعات مهم در مقاله است . در مورد نکات مثبت بحث کنید . نواقص ، شکاف ها و ناهماهنگی های مقالات مورد بررسی شده را شناسایی کنید . همچنین در مورد اینکه آیا استدلال مطرح شده توسط نویسنده ثابت شده یا خیر نظر دهید .
مرحله سوم : مرور مقاله . دوباره عنوان مقاله ، چکیده ، سرفصل ها ، جملات ، پاراگراف ها و نتیجه گیری توجه کنید.
مرجله چهارم : مقاله را با دقت بخوانید . چند بار مقاله خود را با دقت بخوانید و نکات اصلی آن را دوباره مرور کنید .
مرحله پنجم : مقاله را به زبان خود بنویسید . مطمئن شوید که تمام نکات را به صورت دقیق و منطقی نوشته اید . چکیده را دوباره بخوانید و نکات غیر ضروری را حذف کنید .
مرحله ششم : طرح کلی مقاله خود را ایجاد کنید . پس از نگارش خلاصه به جنبه های مهم بپردازید و نکاتی که باید در مقاله بهبود یابند را شناسایی کنید . نقاط ضعف و قوت مقاله را مشخص کنید . مثلا یک مزیت ممکن است نحوه ارایه موضوع توسط نویسنده باشد ، در حالی که شکاف ممکن است راه حل مشکلی را ارایه ندهد و اطلاعات کافی را در اختیار مخاطب قرار ندهد .
اجزای ساختار مقاله مروری با اجزای مقاله تجربی مشابهت‌ها و تفاوت‌هایی دارد. عمده‌ترین تفاوت در بدنه اصلی مقاله است. بدنه اصلی مقاله تجربی به ترتیب شامل مقدمه، روش، نتایج و بحث است؛ در حالی که، بدنه اصلی مقاله مروری به ترتیب شامل مقدمه، ترکیب نتایج و نتیجه‌گیری است.

### چگونگی نوشتن مقاله مروری
برای نوشتن مقاله مروری خود به نکات زیر توجه کنید:
1. موضوعی که انتخاب می‌کنید نباید بیش از حد گسترده باشد. اگر موضوع گسترده است، نوشتن کتاب احتمالاً مناسب‌ترین ابزار ارائه آن است.
2. مقاله‌هایی که برای مطالعه اولیه انتخاب می‌کنید، مقاله‌هایی باکیفیت از ژورنال‌های معتبر باشد.
3. سعی کنید جدیدترین مقالات را حتماً بخوانید و در جریان جدیدترین تحقیقات انجام شده باشید.
4. حداقل ۵ مقاله در مورد موضوع مقاله خود بخوانید.
5. مقاله باید شامل تمام مراجع مربوط به مقالات در سراسر جهان باشد. به‌طور معمول، مقاله مروری حاوی حداقل ۷۰ تا ۱۵۰ مرجع، بسته به موضوع است.
6. سعی کنید مقاله خود را طوری بنویسید که مقاله منسجم باشد.